# Нараин, Винит
Вини́т Нара́ин (англ. Vineet Narain; род. 18 апреля 1956, Морадабад, Уттар-Прадеш, Индия) — индийский журналист и общественный деятель, основатель и директор Kalchakra Investigative News Bureau (Расследовательского новостного агентства «Калчакра»), занимающегося журналистскими расследованиями. Нараин получил широкую известность в Индии за проведённые им журналистские расследования коррупции среди крупных индийских политиков.
В 1990-е годы Нараин инициировал журналистское расследование, которое привело к началу так называемого «скандала хавалы». Нараин использовал публичное мнение для оказания давления на Центральное бюро расследований и открытия уголовного дела против известнейших индийских политиков. Это первое в истории Индии дело подобного масштаба получило известность как «Дело Винита Нараина». Представшие перед судом государственные деятели были оправданы Верховным судом Индии в 1997 году. В своём решении, Верховный суд постановил внести изменения в организационную структуру индийских спецслужб, поставив Центральное бюро расследований под надзор Центрального комитета бдительности.
По вероисповеданию Винит Нараин — кришнаит. В начале 1990-х годов он присоединился к Международному обществу сознания Кришны (ИСККОН), получив духовное посвящение у Гопала Кришны Госвами. В конце 1990-х годов, после скандального ухода из ИСККОН одного из его лидеров Харикеши Свами, Нараин выступил в индийской прессе с резкой критикой руководства ИСККОН. 
В 2005 году Нараин основал и возглавил благотворительный фонд The Braj Foundation, деятельность которого направлена на сохранение и реставрацию связанных с жизнью Кришны святых мест в регионе Браджа.